# DJ Tatanka
Pour les articles homonymes, voir Tatanka (homonymie).
DJ Tatanka, de son vrai nom Valerio Mascellino, né le 18 décembre 1979 en Italie, est un producteur et disc jockey hardstyle italien. Au fil de sa carrière, Mascellino collabore régulièrement avec d'autres musiciens de la scène hardstyle comme Technoboy, Zany, Activator, Zatox et Isaac.

## Biographie
Né le 18 décembre 1979 en Italie, Valerio Mascellino se lance dans une carrière musicale en tant que disc-jockey en 1993 dans des soirées privées. En 1998, il se lance dans la production sous le label Mammut Records. Il choisit le nom de scène, Tatanka, un mot sioux appartenant à la tribu cheyenne signifiant « Bison »,. Lors d'une entrevue avec Housetime.FM, Tantaka explique que la musique « est la communication des sentiments et des pensées de mon cœur avec le monde. »
Il remixe en 2006 le titre Lost in Dreams de Mike NRG, bien accueilli lors du festival Q-Base la même année. Il participe à l'événement 2008 du festival Qlimax, commercialisé la même année sous format CD-DVD, et accueilli d'une note de 90 sur 100 sur Partyflock. Il apparaît dans le dixième volet des compilations Hard Bass, mixant aux côtés de Crypsis, Wildstylez, et Noisecontrollers.
Entre le 29 et le 30 juin 2013, il participe au Summer Festival d'Anvers, aux côtés de musiciens tels que Martin Solveig et Angerfist. Le 1er février 2014, il participe à l'événement Hard Bass, bien accueilli par la presse spécialisée. En août 2014, il participe à l'événement Récidive, en Suisse, aux côtés de Miss K8, notamment.